# Contea di Grayson (Texas)
La contea di Grayson (in inglese Grayson County) è una contea dello Stato del Texas, negli Stati Uniti. La popolazione al censimento del 2010 era di 120 877 abitanti. Il capoluogo di contea è Sherman. La contea è stata fondata nel 1846 e prende il nome da Peter Wagener Grayson, un procuratore generale della Repubblica del Texas.

## Geografia fisica
| Anno | Popolazione | ±%     |
| ---- | ----------- | ------ |
| 1850 | 2,008       |        |
| 1860 | 8,184       | 307.6% |
| 1870 | 14,387      | 75.8%  |
| 1880 | 38,108      | 164.9% |
| 1890 | 53,211      | 39.6%  |
| 1900 | 63,661      | 19.6%  |
| 1910 | 65,996      | 3.7%   |
| 1920 | 74,165      | 12.4%  |
| 1930 | 65,843      | −11.2% |
| 1940 | 69,499      | 5.6%   |
| 1950 | 70,467      | 1.4%   |
| 1960 | 73,043      | 3.7%   |
| 1970 | 83,225      | 13.9%  |
| 1980 | 89,796      | 7.9%   |
| 1990 | 95,021      | 5.8%   |
| 2000 | 110,595     | 16.4%  |
| 2010 | 120,877     | 9.3%   |

Secondo l'Ufficio del censimento degli Stati Uniti d'America la contea ha un'area totale di 979 miglia quadrate (2540 km²), di cui 933 miglia quadrate (2420 km²) sono terra, mentre 46 miglia quadrate (120 km², corrispondenti al 4,7% del territorio) sono costituiti dall'acqua.

### Strade principali
- U.S. Highway 69
- U.S. Highway 75
- U.S. Highway 82
- U.S. Highway 377
- State Highway 5
- State Highway 11
- State Highway 56
- State Highway 91
- State Highway 160
- State Highway 289
- Spur 503

### Contee adiacenti
- Contea di Marshall (Oklahoma) (nord)
- Contea di Bryan (Oklahoma) (nord-est)
- Contea di Fannin (est)
- Contea di Collin (sud)
- Contea di Denton (sud-ovest)
- Contea di Cooke (ovest)
- Contea di Love (nord-ovest)